# Vampula
Vampula è stato un comune finlandese di 1 739 abitanti, situato nella regione della Satakunta. È stato soppresso nel 2009 ed è ora compreso nel comune di Huittinen.